# Idiosoma
Idiosoma là một chi nhện trong họ Idiopidae.

## Hình ảnh

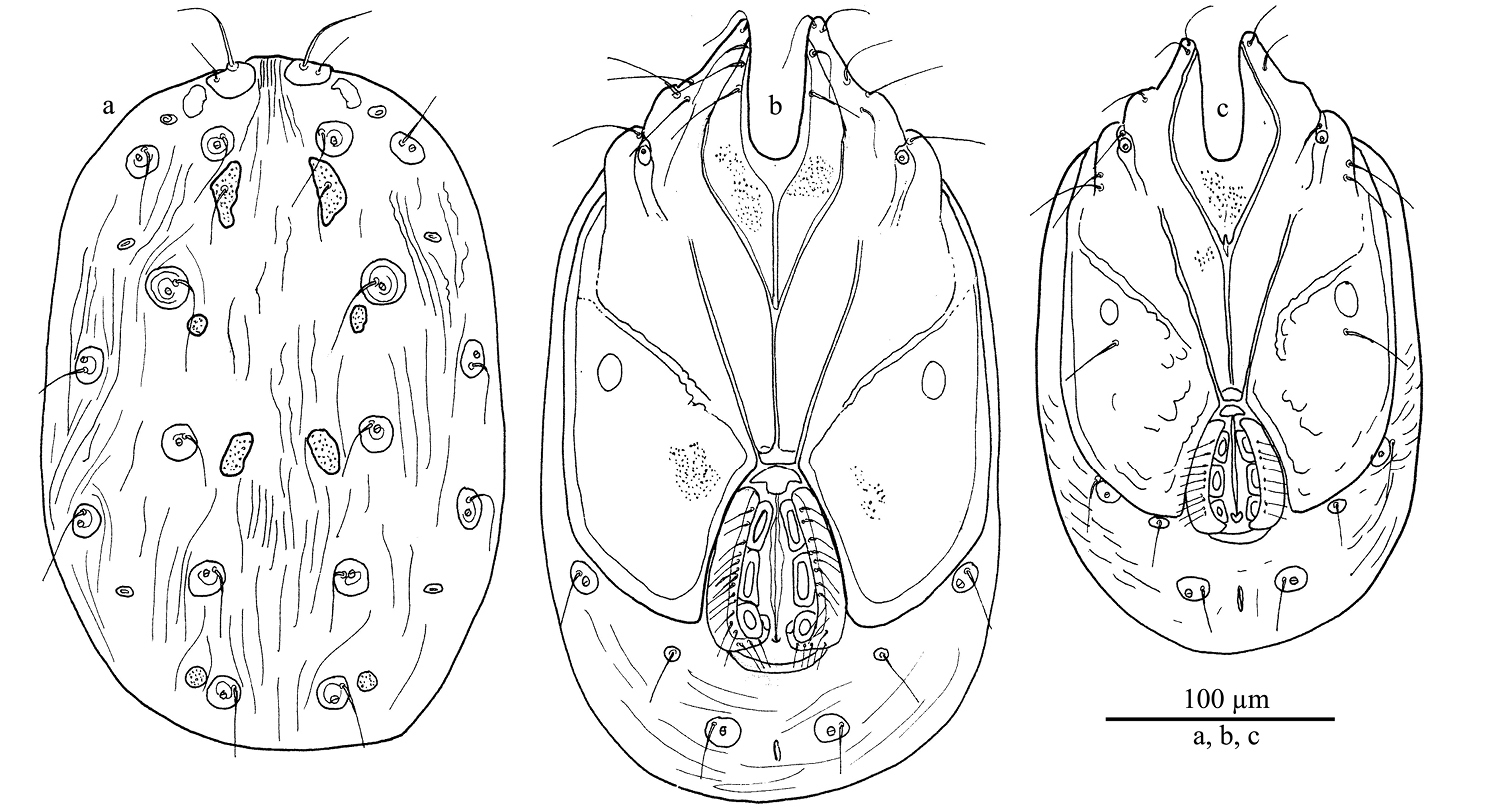